# Жінка з Пайтінга
Жінка з Пайтінга або "Розалінда" - жіноче болотяне тіло 1380–1440 років н.е., знайдене у Баварії у 1957 році. Труп був знайдений в дерев'яній труні.